# مصعد الفضاء

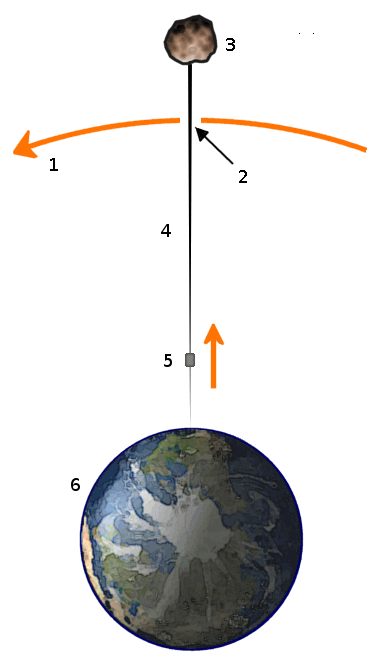
مصعد الفضاء يتكون من سلك مشبوك بسطح الأرض وصاعد للفضاء الخارجي

مصعد الفضاء هو عبارة عن هيكل افتراضي مصمم لنقل المعدات من سطح كوكب (الأرض) إلى الفضاء.
تم اقتراح العديد من البدائل التي تعتمد على استخدام هيكل ثابت بدلا من الهياكل المتحركة كالصواريخ، حيث ان ما يتم عادة تخيله هو هيكل يمكنه الاقتراب من سطح الأرض أو خط الاستواء عبر المدار الجغرافي المتزامن ليوصله بالجسم الطائر المقابل.

## التاريخ
تعود بداية مصعد الفضاء إلى عام 1895 حين اقترح قسطنطين تسيولكوفسكي بناء برج هوائي يوصل ما بين سطح الأرض والمدار الجغرافي المتزامن. ركزت جميع الدراسات الحديثة حول الهياكل المزودة بروابط للشد (خاصة حبال الشد المتينة) والتي تمتد ما بين المدار الجغرافي إلى الأرض، حيث أن الهدف من هذه الروابط هو الوصل ما بين الأرض والجسم الطائر في الفضاء كما هو الحال في أوتار الجيتار المثبتة بقوة. أطلق على مصعد الفضاء العديد من المسميات منها: عيدان الفاصوليا والجسور الفضائية والمصاعد الفضائية والسلالم الفضائية والصنارة الفضائية والأبراج المدارية أو المصاعد المدارية.
في عام 1979، أدخلت المصاعد الفضائية لجمهور أوسع مع نشر رواية أرثر ك. كلارك،  ينابيع الجنة، في الوقت الذي يعمل فيه المهندسون في بناء مصعد الفضاء على رأس قمة الجبل في الجزيرة الخيالية' Taprobane (مقتبس عن سري لانكا، وإن كان انتقل إلى جنوب خط الاستواء)، ورواية تشارلز شيفيلد  الشبكة بين العالمين، وتضم أيضا بناء المصعد الفضائي. بعد ثلاث سنوات، في رواية روبرت هاينلاين عام 1982  يوم الجمعة الطابع الرئيسي يستفيد من «شجرة الفاصولياء نيروبي» في سياق أسفارها. في رواية كيم ستانلي روبنسون عام 1993  المريخ الأحمر، والذي فيه يقوم المستوطنون ببناء مصعد فضائي على سطح المريخ والذي يسمح لمزيد من المستعمرين للوصول الي سطح المريخ، وكذلك للحصول على الموارد الطبيعية علي كوكب المريخ ليكونوا قادرين على مغادرة المريخ للأرض.
تعجز التقنيات المعاصرة عن تصنيع أدوات هندسية عملية تجمع ما بين صفتي المتانة والخفة اللازمتين لبناء مصعد فضاء. فمعظم الأبحاث الحالية تسعى نحو استخدام أنابيب الكربون أو البورون المجهرية (نايتريد) والتي تمتلك عنصر الشد الأساسي الواجب توفره في الحبل المستخدم. من المفترض أنه يمكن استخدام المصاعد الفضائية في المناطق ذات الجاذبية الأضعف في النظام الشمسي مثل القمر والمريخ.
واحدة من التكنولوجيات الواعدة الطموحة - لركاب الفضاء هو المصعد الفضائي.
المفهوم مثل الكثير من أولئك المفاهيم يرجع كما تم تثبيته في مخيلة العامة، من قبل آرثر كلارك، الذي كانت روايته في عام 1979 ينابيع الجنة، تصف وبشكل لا يصدق خيوط قوية من الكربون مع طرف واحد يرتكز على الأرض والآخر يمتد إلى القمر الصناعي في المدار الثابت بالنسبة للأرض.والآن، فإن مجموعة من العلماء اليابانيين مقتنعون بأنهم سيتمكنون من بناء مصعد الفضاء بسرعة أكبر وبتكلفة أقل مما كان يعتقد من قبل
مثل هذا الكابل يمكن ان ينقل البضائع إلى الفضاء بأسعار رخيصة جدا وبسهولة. عن طريق عربات تنتقل صعودا وهبوطا علي كابل بطاقة بسيطة، وليس باستخدام الطاقة ذات النفقات الهائلة التي يتم حاليا إستخدامها كلما تراءت الحاجة لإرسال أي شيء إلى الفضاء.
التكنولوجيا قد اقتربت أقرب مايكون إلى جعله حقيقة واقعة: لدينا السواتل الثابتة بالنسبة للأرض، والكربون نانوتيوب وعد بأن يكون قويا وخفيفا، بما يكفي لتشكيل خيوط، إذا ما تم إنتاجها بكميات كافية. فالمصعد الفضائي سيمتد عشرات الآلاف من الأميال الطويلة..
وهناك مبادرات قليلة موجودة بالفعل لتحويل مصعد الفضاء إلى واقع.مقدمي المصعد: 2010المسابقات السنوية؛ ليفتبورت يعدون بأن يكون هناك مصعد سيتم بناؤه في 27 أكتوبر 2031، ويتم بيع التذاكر على ذلك، بمبلغ 25/ounce.
رابطة مصعد الفضاء في اليابان، هي لاعب جديد في هذا المجال تتوقع أن اليابان لديها القوة الصناعية والأبحاث -- «باستخدام التكنولوجيا المستخدمة في حوزتنا اآن القطارات السريعة»«القطار الرصاصة»، وفقا لمدير جمعية يوشيو أوكي—سوف تكون قادرة على تذليل العقبات المتبقية. من ألياف الكربون، والذي يحتاج إلى 180 ضعف قوة الشد من الصلب، هو حاليا قيد التطوير من قبل شركات الغزل والنسيج اليابانية. ويقدر مجموع تكلفة تشييد المصعد مجرد تريليون ين، أي حوالي 10 مليارات دولار.

## فيزياء مصاعد الفضاء

### الحقل للجاذبية الأرضية الظاهر للعيان
كابل المصعد الفضائي يدور جنبا إلى جنب مع دوران الأرض. الأشياء المثبتة إلى الكابل سوف تكابد قوة جذب مركزية إلى أعلى التي تعارض بعض، أو كل من قوى الجذب إلى الأسفل لتلك النقطة كلما كان الكابل في أعلى نقطة له كلما كانت قوة الجذب المركزية في أقوى درجاتها، وكلما كانت أشد تضادا لقوى الجذب إلى الأسفل.في النهاية تصبح أقوى من الجاذبية فوق المستوى المتزامن مع الأرض. على طول امتداد الكابل، هذا الجذب إلى (الأسفل) الحقيقى مطروحا منه قوة الجذب المركزية إلى (الأعلى) تسمى حقل الجاذبية الواضح أو الظاهر للعيان.
حقل الجاذبية الواضح أو الظاهر يمكن أن يكون ممثلا بهذه الطريقة:
القوة الحقيقية للجاذبية التناقصية بالنسبة للإرتفاع: {\displaystyle g=-G\cdot M/r^{2}}
القوة الطاردة المركزية التصاعدية بسبب دوران الكوكب تتزايد مع الارتفاع: {\displaystyle a=\omega ^{2}\cdot r}
معا، حقل الجاذبية الواضح للعيان هو حاصل جمع الإثنين:
{\displaystyle g=-G\cdot M/r^{2}+\omega ^{2}\cdot r}
حيث
g هو تسارع الجاذبية الحقيقية أو الجاذبية السفلى الظاهرة للعيان (سلبى) أو أعلى (إيجابى)على طول الكابل العمودي kj(m s−2),
a هو تسارع الطرد المركزي إلى أعلى الكابل العمودي (إيجابي) (m s−2),
G هو ثابت الجاذبية(m3 s−2 kg−1)
M هي كتلة من الأرض (كجم)
r هي المسافة من هذه النقطة إلى مركز الأرض (m),
ω هو سرعة دوران الأرض (راديان / ثانية).
عند نقطة ما على امتداد الكابل، المصطلحين (الجاذبية وقوة الطرد المركزي النزولي التصاعدي) تساوي بعضها البعض؛ كائنات ثابتة على الكابل هناك ليس لديهم أدنى وزن على الكابل. يحدث هذا على مستوى المدار الثابت. هذا المستوى (r1) يعتمد على كتلة الكوكب ومعدل دورانه. وضع الجاذبية الفعلية وتسارع الطرد المركزي يساوى مع بعضها البعض يعطي:
{\displaystyle r_{1}=(G\cdot M/\omega ^{2})^{1/3}}
على الأرض، وهذا المستوى هو 35,786 كـم (22,236 ميل)فوق السطح، ومستوى المدار الثابت بالنسبة للأرض.
ينظر إليها من المحطة المتزامنة مع الأرض، أي كائن ينخفض قبالة حبل من نقطة أقرب إلى الأرض سوف يتسارع في البداية نحو الانخفاض. إذا أسقطت من أي نقطة فوق المحطة المتزامن مع الأرض، فإن الكائن يتسارع في البداية ثم يرتفع نحو الفضاء

### قسم الكابل
تاريخيا، فقد اعتبرت المشكلة الفنية الرئيسية هي قدرة الكابل على الصمود، إزاء التوتر، ووزن الكابل نفسه عند أية نقطة معينة. نقطة عمودية عند أعظم توتر على كابل المصعد الفضائي هو على مستوى المدار الثابت بالنسبة للأرض، 35,786 كـم (22,236 ميل) فوق خط الاستواء للأرض. وهذا يعني أن مواد الكابل جنبا إلى جنب مع تصميمها يجب أن تكون قوية بما فيه الكفاية لتصمد وزن كتلته الخاصة من على سطح الأرض إلى ارتفاع يصل إلى 35,786 كم.بجعل أي كابل أكبر في المقطع العرضي على هذا المستوى مقارنة على السطح ما في وسعها لكابل المصعد الفضائي، عاملا مهما في تصميم بالإضافة إلى المواد هو كيف التناقص التدريجي في منطقة المقطع العرضي من أسفل الأقصى في 35786 كم إلى الحد الأدنى على السطح لتحقيق أقصى قدر من القوة الزائدة التي يمكن استخدامها للحصول على كمية معينة من مواد الكابل، ستحتاج منطقة المقطع العرضي للكابل التي يجب أن تصمم بمثل هذه الطريقة في أي لحظة معينة، فإنها تتناسب مع قوة التحمل التي لديها.

## اقرأ أيضاً
- وحدة المناورة المحمولة باليد